# エリッサ・アラリー
エリッサ・アラリー（Elissa Alarie、1986年1月31日 - ）は、カナダの女子ラグビー選手。

## プロフィール
- カナダ・トロワリヴィエール出身[1]。
- ポジションはウィング(WTB)、フルバック(FB)。
- 身長 170cm、体重 64kg
- U19女子代表に選ばれたことがある[2]。
- ワールドカップ2014・2017のカナダ代表に選ばれた[3]。

## 略歴
2021年、東京五輪の7人制女子カナダ代表に選ばれた。